# Богатир Захар Антонович
Захар Антонович Богатир (нар. 13 вересня 1909, село Коломак Валківського повіту Харківської губернії, тепер смт. Харківської області — 4 лютого 1993, місто Москва) — український радянський державний діяч, голова Житомирського облвиконкому. Депутат Верховної Ради СРСР 3—4-го скликань.

## Біографія
Народився 31 серпня (13 вересня) 1909 року у бідній селянській родині. У 1919 році закінчив церковноприходську сільську школу у селі Коломак Харківської губернії.
У жовтні 1923 — березні 1929 року — учень столяра, столяр деревообробних майстерень Киценка у селі Коломак на Харківщині. У березні — жовтні 1929 року — столяр лісопильного заводу Краснокутського району Харківщини.
У жовтні 1929 — лютому 1930 року — вантажник Амвросіївського цементного заводу на Донбасі.
У лютому 1930 — листопаді 1931 року — завідувач сільського клубу і бібліотеки у селі Коломак на Харківщині. У 1930 році вступив до комсомолу. З червня 1931 року — кандидат у члени ВКП(б).
У листопаді 1931 — листопаді 1933 року — в Червоній армії: курсант полкової школи 23-го артилерійського полка 32-ї стрілецької дивізії у Харкові. Член ВКП(б) з серпня 1932 року.
У листопаді 1933 — вересні 1934 року — студент комсомольський факультет Комуністичного университетету імені Артема у Харкові.
У вересні 1934 — липні 1936 року — заступник секретаря Велико-Писарівського районного комітету ВЛКСМ Харківської області.
У липні 1936 — липні 1937 року — 1-й секретар Зіньківського районного комітету ВЛКСМ Харківської (Полтавської) області.
У липні 1937 — січні 1940 року — заступник голови, голова виконавчого комітету Зіньківської районної ради депутатів трудящих Полтавської області.
У січні 1940 — червні 1941 року — голова виконавчого комітету Куликівської районної ради депутатів трудящих Львівської області.
У червні — вересні 1941 року — курсант навчального центру Політичного управління Південно-Західного фронту РСЧА, учасник сталінського диверсійного руху під час німецько-радянської війни. У вересні 1941 — 1942 року — комісар диверсійного партизанського загону імені 24-ї річниці РСЧА (під командуванням Олександр Сабурова). У жовтні 1942 — травні 1944 року — комісар Житомирського партизанського з'єднання (під командуванням генерала Олександра Сабурова), член бюро підпільного Житомирського обласного комітету КП(б)У.
У травні 1944 — жовтні 1946 року — заступник голови виконавчого комітету Київської обласної ради депутатів трудящих.
У жовтні 1946 — липні 1949 року — слухач Вищої партійної школи при ЦК ВКП(б) у Москві. У 1949 році заочно закінчив історичний факультет Київського державного університету імені Шевченка.
У вересні 1949 — оф. 11 листопада 1955 року — голова виконавчого комітету Житомирської обласної ради депутатів трудящих.
У липні 1955 року відряджений ЦК КПРС у розпорядження ЦК КП Казахстану.
22 серпня 1955 — лютий 1956 року — 2-й секретар Алма-Атинського обласного комітету КП Казахстану.
8 лютого 1956 — 18 березня 1957 року — голова виконавчого комітету Алма-Атинської обласної ради депутатів трудящих.
У 1957—1958 роках — слухач Курсів перших секретарів обкомів і голів облвиконкомів при ЦК КПРС.
У 1960—1961 роках — науковий консультант — старший науковий співробітник Інституту марксизму-ленінізму при ЦК КПРС. У 1961—1968 роках — старший науковий співробітник Інституту марксизму-ленінізму при ЦК КПРС.
З липня 1968 року — на пенсії у Москві.
Автор книги «Боротьба в тилу ворога» (рос. «Борьба в тылу врага», 2-е видання, перероблене і доповнене, Москва, 1969. — 470 с.)

## Нагороди
- орден Леніна (13.11.1942)
- два ордени Червоного Прапора (24.12.1942, 15.01.1944)
- орден Богдана Хмельницького І ст (4.01.1944)
- орден Богдана Хмельницького ІІ ст (2.05.1945)
- орден Вітчизняної війни І ст. (6.04.1985)
- орден «Хрест Грюнвальда» ІІІ ст. (Польська Народна Республіка)
- медаль «Партизанові Вітчизняної війни» І ст.
- медаль «Партизанові Вітчизняної війни» ІІ ст.
- медаль «За перемогу над Німеччиною у Великій Вітчизняній війні 1941—1945 рр.»
- медаль «За доблесну працю у Великій Вітчизняній війні 1941—1945 рр.»
- медаль «За освоєння цілинних земель»
- медаль «Ветеран праці»
- медалі Чехословаччини